# Dobrești, Bihor
Dobrești là một xã thuộc hạt Bihor, România. Dân số thời điểm năm 2002 là 5680 người.